# Gege
Gege (alb. Gegët) su jedna od dve grupe Albanaca, naseljeni severno od reke Škumbe u Albaniji (593,000), u susednim predelima Makedonije (392,000), dok je najveća grupa Gega naseljena u Srbiji (1.638.257 — Kosmet оkо 1.588.257), Crnoj Gori (30.439), u Bugarskoj (2,900), Sloveniji (3,600), Sjedinjenim Državama (119,000) i Hrvatskoj (15,000). Gege govore posebnim sopstvenim dijalektom albanskog jezika. Po veri su najviše muslimani-suniti ali ima i hrišćana, pogotovo u Sjedinjenim Državama i Bugarskoj.
Za razliku od Toski južno od rijeke Škumbin, među Gegama se održao plemenski život sve do četrdesetih godina 20. veka. Ova plemena bavila su se stočarstvom, naročito uzgojem ovaca, a živeli su u proširenim porodicama poznatim kao fis. Ove porodice, najviše zbog zaštite, živele su u utvrđenim građevinama poznatim kao kula, koje su umjesto prozora imale na sebi male otvore, koji su mogle poslužiti kao puškarnice i špijunke za izviđanje terena.
Život Albanaca drastično se menja pojavom komunizma. Albanija se 1967. proglasila prvom ateističkom državom na svetu, zatvorivši svoje granice prema inostranstvu. Narod je živeo siromašno a napredak države stagnirao.
Kod Gega se do savremenih vremena održao običaj krvne osvete i poštovanja date riječi besa. Reč data pod besom se ne sme prekršiti, ona je pitanje časti, a njenim kršenjem izgubio bi se ugled. Pleme je kod Gega autonomno sa svojim sopstvenim zakonom poznatim kao Kanon Leke Dukađina (alb. Kanuni i Lekë Dukagjinit), koji se poštuje među Gegama od 15. do 20 veka. Ovim zakonikom regulisani su svi običaji po kojima žive Gege.
Albanci u planinskim područjima severne Albanije su bili organizovani po plemenima i konfederacijama. Najpoznatiji su Malesi (planinci) s plemenima Gruda, Hoti, Kastrati, Pulati, Šoši, Dušmani, Gemali, Šlaku, Puka, Škrelji, Šalje, Boga, Tači, Koplik, Klimenti.
Savez Mirdite obuhvatao je 5 katoličkih klanova ili plemena: Dibri, Fandi, Kušneni, Oroši i Spaši čije su vođe bili iz porodice Markut, čiji je predak bio Đurađ Kastriot Skenderbeg (1403—1468), koji se proslavio u 15. veku u borbi protiv Osmanlija.
Albanci na Kosmetu bili su podijeljeni na plemena: Beriše, Bitući, Gaši, Hasi, Krasnići, Nikaj, Merturi, Tropoja i Rugovo.
Ivan Jastrebov je zapisao da Gege znaju za besu, dok Toske ne znaju za taj običaj.

## Literatura
- . , 1995.
- , 1971.
- . , 1999.

## Spoljašnje veze
- Tekst o Gegama na internet sajtu Državnog univerziteta Minesota

1. ↑  Јастребов, Иван (2018). Стара Србија и Албанија. Београд: Службени гласник. стр. 347.